# Apeadero Campamento Escalante
Campamento Escalante era un apeadero que cumplía tareas de parada ferroviaria para el Ferrocarril de Comodoro Rivadavia que unía a esta localidad con Colonia Sarmiento (Chubut), ambas en la provincia de Chubut (Argentina).
Este apeadero fue construido por la empresa Yacimientos Petrolíferos Fiscales. A aproximadamente a 5 km de distancia, en dirección noroeste, se encontraba el pueblo petrolero Escalante el cual era usuario de esta parada ferroviaria.

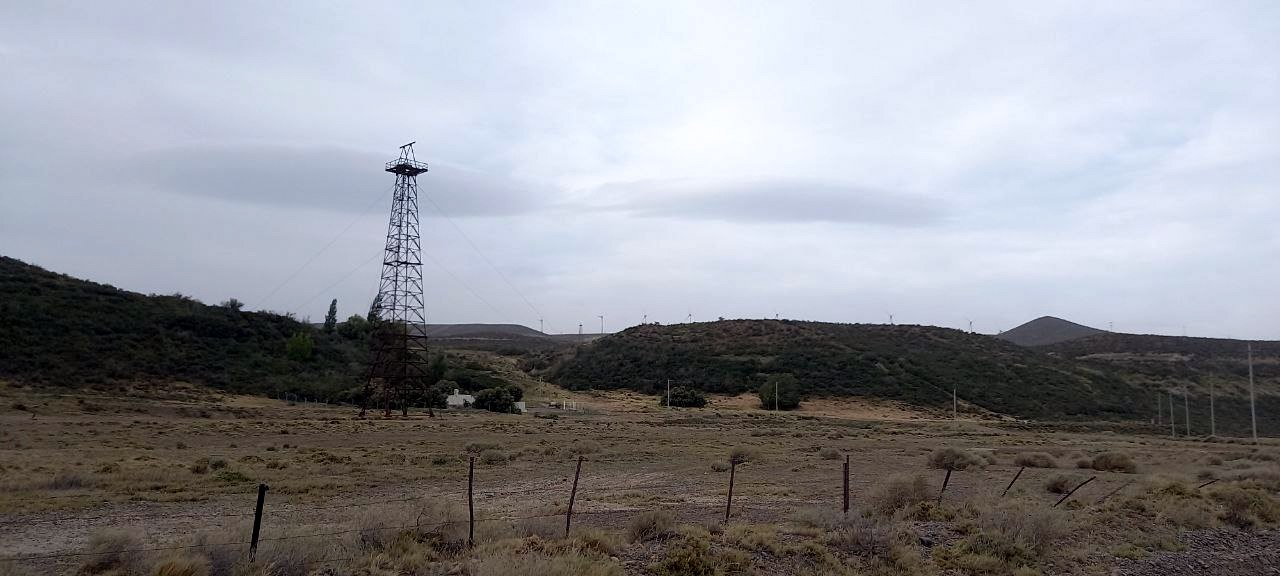
Torre petrolera histórica cerca de donde se ubicó el apeadero

## Toponimia
Su toponimia tiene dos componentes: la primera razón de Campamento es que a pocos kilómetros se conformó un campamento de Yacimientos Petrolíferos Fiscales dedicado a la extracción de hidrocarburos. En tanto, el segundo nombre fue dado en honor al Dr. Wenceslao Escalante, quien vivió entre los años 1852 y 1912. Fue un profesor de Filosofía del Derecho, fue también un importante político argentino que se desempeñó como ministro del Interior y de Hacienda, Agricultura y Obras Públicas de la Argentina durante la segunda mitad del siglo XIX.

## Generalidades
Estaba ubicado a 396,41 m s. n. m. , altura que lo sometió a nevadas y heladas. Campamento Escalante se constituía en una parada que enlazaba con vecino y desaparecido pueblo petrolero Escalante con Comodoro y alrededores. Esta parada permitía el acceso de los viajeros a los trenes o su descenso en este lugar, aunque no se vendían pasajes ni contaba con una edificación que cumpliera las funciones de estación propiamente dicha. En 1958 se informaba que el equipaje que no sea bulto de mano, debería ser cargado o descargado, según el caso, por el interesado directamente en el furgón. No se aludió a ningún desvío en este punto, por lo que Campamento Escalante era una mera parada del ferrocarril.
El apeadero formaba parte del Ferrocarril de Comodoro Rivadavia que comenzó a funcionar en el año 1910 y que fue cerrado definitivamente en el año 1978.
El 22 de noviembre de 2022 la zona de Escalante volvió a entrar en controversia cuando miembros de la agrupación del proyecto “Historia y Naturaleza” (encargados de poner en valor la estación) denunciaron a una pista ilegal de aviones. La misma se ubica clandestinamente en una estancia emplazada frente a la estación Escalante. Su construcción inició el año pasado y finalizó hace aproximadamente cuatro meses. Desde entonces, fue común ver aterrizar y despegar aviones en la región. La acusación fue acompañada por fotos y vídeos que mostraron las maniobras aéreas. Además, se denuncio que los accesos a los caminos rurales, llamados caminos de servidumbre, que llevan a la estación fueron cerrados por tranqueras y candados; hecho que constituye una evidente violación de la libre circulación y un riesgo a quienes no puedan ser auxiliados. Por otro lado, un dato accesorio fueron de las imágenes y vídeos que las notas periodísticas expusieron el intenso verde que aún perdura en la zona de Escalante, a pesar de padecer toda la región una vasta sequía. Esto se debe a que el lugar todavía goza de vertientes que propician el ecosistema único en la zona. Gracias esto toda la zona de Escalante goza de una variedad de fauna y flora que se destaca en la región. Hoy esta diversidad se ve afectada por la instalación de la pista de aviones que hizo descender la presencia de vida silvestre en los alrededores.

## Funcionamiento

### Itinerarios históricos

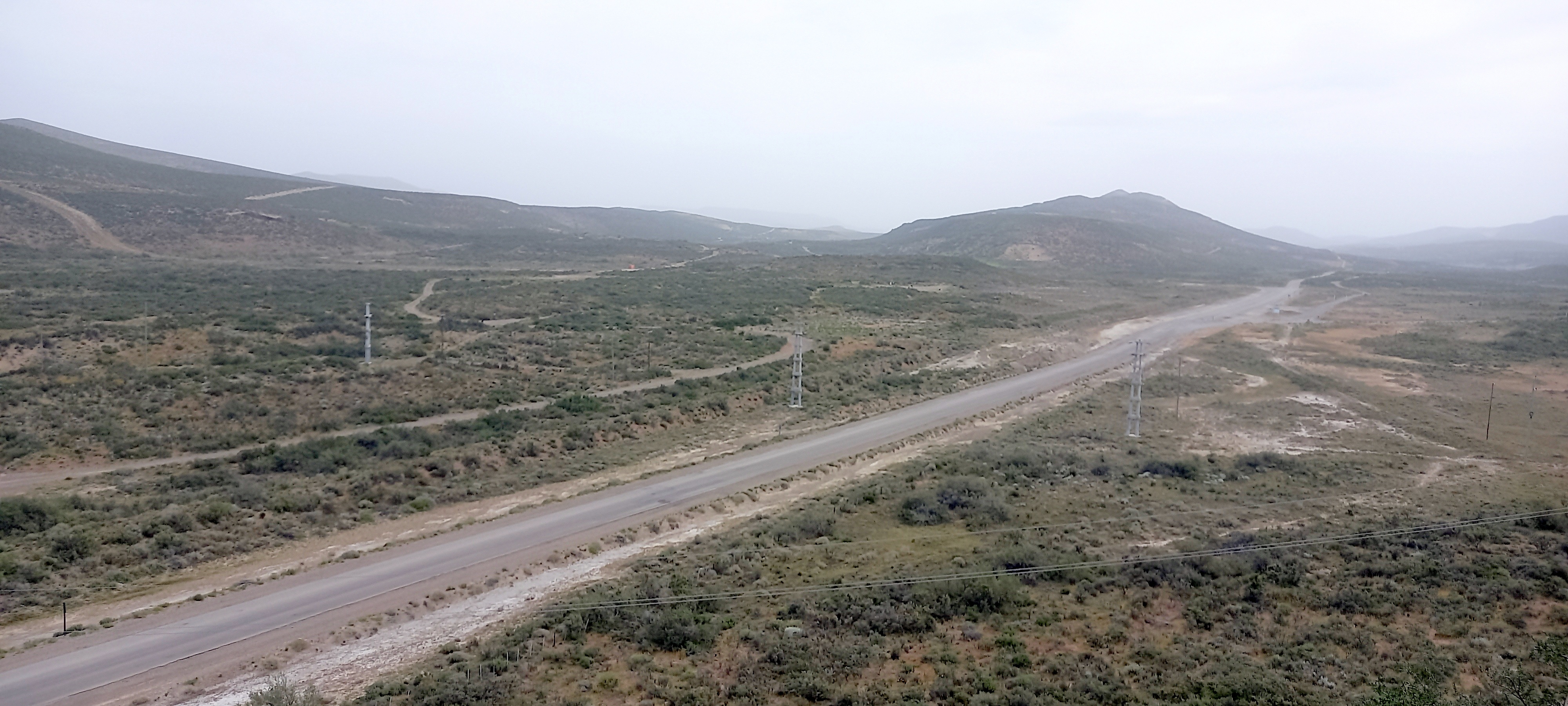
Terraplén con buena conservación, pero sin vías y poblado de vegetación. La vista es saliendo de Diadema rumbo a Escalante

El análisis de itinerarios de horarios lo largo del tiempo confirman que fue una parada de escasa importancia para los servicios ferroviarios de larga distancia. De este análisis surge que los informes de horario entre 1920, 1928, 1930, 1936 y 1955 no la mencionan.
La zona cercana a la parada gozó de muchas visitas, ya que es un oasis en la desértica meseta patagónica. Gracias a este entorno verde llamó recurrentemente visitas. En el itinerario de 1928 se describió un viaje dominical de recreo. El mismo partía de Comodoro a las 9:00 para arribar a la punta de riel constituida por Pampa del Castillo a las 12:05. Luego de llegar a destino, el tren era girado por algún mecanismo o volvía marcha atrás. El regreso se emprendía a las 12:30 y pasaba por Escalante recién a las 18:00 horas, dando tiempo a los visitantes de pasar una larga jornada en Escalante, puntos cercanos y Diadema.
El itinerario de 1934 brindó información de la sección del servicio suburbano que era ejecutado por trenes mixtos los días lunes y jueves junto con el viaje a Sarmiento. El viaje a vapor partía a las 9 de Comodoro para arribar a Sarmiento 16:50. En tanto, la vuelta se producía los días miércoles y sábados desde las 9 con arribo a estación Comodoro a las 16:35. El itinerario no aludió al apeadero. Solo mencionó a la vecina estación de Escalante. El tren llegaba a este punto a las 10:40, mejorando el tiempo anterior. Mientras que la distancia con Diadema se cubría en media hora
Desde 1938 el itinerario mostró por primera vez a este apeadero y la extensa red servicio suburbano que recorría la zona norte de Comodoro. Gracias a las últimas mejoras que recibió el ferrocarril con la incorporación de ferrobuses, se logró que el servicio de pasajero y cargas ligeras reciba la mejora en el tiempo del trayecto que pasó de casi 8 horas a alrededor de 4 horas. Con la nueva tecnología, partiendo desde estación matriz, se pudo alcanzar este punto en 1:01. Las distancias con los puntos vecinos se cubrían en 11 minutos a Diadema y en 5 minutos con Escalante.  
En cuanto a las tarifas de este itinerario estaba dividido en secciones. La primera sección correspondía hasta Talleres y la segunda se cobraba hasta Escalante. El precio hasta este punto era de $3.05 en primera clase y de  $1.75 en segunda. En tanto, el viaje de recreo que se hacía hasta Escalante se cobraba ida y vuelta; con un precio promocional de $3.80 y $2.20 en primera y segunda clase. Por último, se lo aludió como C. Escal. YPF.
El itinerario de Ferrocarriles del Estado del 15 de diciembre de 1940. Todos los viajes de todas las líneas pasaron a operarse con ferrobuses. El viaje principal partía los domingos desde Comodoro a las 7:08, pasando por este punto a las 7:53 y arribando a Sarmiento a las 10:45; mientras que había otro viaje que partía todos los días menos domingos desde las 16:30, paso por este punto a las 17:18 y llegada a Sarmiento a las 20:25. En tanto, el viaje desde Sarmiento se producía los domingos desde las 17:45 con arribo a Comodoro a las 20:58; mientras que el viaje que corría todos los días menos domingos lo hacía desde las 7:45 con llegada a las 11:11 a Comodoro. Por otra parte, el itinerario informaba gran variedad de servicios que ejecutaron el viaje de media distancia a estación Escalante. Los mismos partían desde Comodoro a las 1:00, 6:35, 11:35, 16:40 y 18:49 y la vuelta desde Escalante se ejecutaba 2:15, 8:00, 13:00, 17:55 y 20:35. Por último, el documento se refirió a este elemento como A.K 33 (Cam. Esc. YPF) y sin edificación para pasajeros erigida.
El itinerario de trenes de 1946 hizo alusión detallada al servicio suburbano del ferrocarril. En el se mencionó a este apeadero visitado diariamente por 2 líneas diferentes «de Comodoro a Escalante» y «de Comodoro a Sarmiento». El ferrobús en su viaje más rápido de larga distancia, partiendo desde estación matriz, arribaba este punto en 35 minutos. Mientras que el viaje suburbano demandaba aun 1 hora. Las distancias con sus puntos vecinos siguieron sin modificación.
La novedad de este informe fue la descripción del servicio de cargas a Sarmiento que se ejecutaba en forma condicional los lunes, miércoles y viernes. Este viaje se hacía con un formación a vapor y partía desde Talleres a las 9:40 para llegar a destino a las 17:40. El tren arribaba, con parada obligatoria, a Campamento Escalante a las 11:02 sin horario de partida. Para comunicar la distancia que existía con Escalante al tren le tomaba 13 minutos, mientras que para unirse con Diadema se requerían 28 minutos. Por último, en este itinerario se llamó a este punto A.K (Cam. Escalante YPF).
El mismo itinerario de 1946 fue presentado por otra editorial y en el se hace mención menos detallada de los servicios de pasajeros de este ferrocarril. En el documento se aclaró que la mayoría de los ferrobuses pararían en puntos adicionales que los pasajeros solicitaran para ascender o descender. Las tarifas se cobraban desde o hasta la estación más próxima anterior o posterior. La diferencia principal es que a este punto no fue tenido en cuenta para el viaje de larga distancia a Sarmiento, sino que fue incluido en un circuito suburbano a Escalante. Por último, se aludió a muchos puntos del ferrocarril con otros nombres. En el caso de este apeadero se lo llamó Cam. Escalante YPF a secas.
El 10 de diciembre de 1948 fue presentado un itinerario que no representó grandes variaciones respecto del presentado en 1946. Sin embargo, la gran diferencia con el anterior documento estuvo en el viaje de cargas que recorría la línea completa desde Comodoro a Sarmiento; y no partía desde Talleres como en el itinerario anterior. De este modo, el viaje de cargas partía sin un día estipulado, en forma condicional desde Comodoro a las 9:30, paso por este punto a las 11:12 y arribo a Sarmiento a las 18:05. En tanto, la vuelta vuelta desde Sarmiento se producía desde las 10:20 con arribo a estación Comodoro a las 20:25. Por último, el itinerario se refirió a este punto como  A.K 33 (Cam. Esc. YPF).
El itinerario de noviembre de 1955, dedicada al servicio de larga distancia, ya no hizo alusión a este punto; quizás por tratarse de un destino más suburbano.
Por otro lado, una sección del informe de horarios de 1955  describió el servicio suburbano más acotado. En ella se detalló este servicio que poseía puntas de rieles en COMFEPET, kilómetro 27 y kilómetro 20. Pasando a ser Diadema punta de riel del servicio suburbano que iba hasta Escalante, estación que dejó de ser visitada frecuentemente en favor de Diadema. De este modo, por el truncamiento de la línea a Escalante este punto ya no fue mencionado y visitado.
No obstante, pese a perder Escalante el servicio suburbano; el ferrocarril ideó en los domingos un viaje especial. El mismo tuvo el carácter de recreo y trató de mantener turismo en diferentes puntos de la línea. El ferrobús partía el domingo a las 6:00 de Comodoro, arribaba a Escalante 7:03 como parada opcional, y finalizaba en Sarmiento a las 10:00 horas. Luego, el mismo día se emprendía el regreso desde Sarmiento a partir de las 17:30. Esto daba lugar que los visitantes permanecieran buena parte del día disfrutando en los diferentes destinos seleccionados. El regreso a Escalante era a las 20:30, pudiendo disfrutar de toda una jornada.

### Registro de boletos
Una extensa colección de boletos del servicio de larga distancia no arroja testimonio de esta parada. Esto quizás se debió al estar incluida en la tarifa hasta Escalante. Un tarifario mostrado en los itinerarios de 1938 y 1946, brindó el valor del viaje a Sarmiento que estaba segmentado en diferentes tramos desde Comodoro a diferentes estaciones. La tarifa de larga distancia se cobraba desde Comodoro, previo paso por este punto, a Escalante $3.05 en primera clase y $1.75.La tarifa de larga distancia se cobraba desde Comodoro, previo paso por este punto, a Escalante $3.05 en primera clase y $1.75. En tanto, el viaje de recreo era vendido ida y vuelta hasta Escalante por el precio especial en primera clase de $3.80 y de segunda a $2.20.
Sin embargo, esta colección arroja una serie de boletos que la mencionan de otra forma. La razón de ello es que en un principio el servicio suburbano incluía a Escalante como punta de riel, previo paso por este punto. Así este apeadero gozaba de visitas diarias que lo unían a Comodoro Rivadavia de forma continua. El viaje hasta este punto se vendía por el mismo precio en combinación con Kilómetro 27 a Kilómetro 31. Con el paso del tiempo este viaje a Kilómetro 31 decayó en importancia y fue suprimido del servicio suburbano en 1971. De este modo, estación Diadema se volvió punta de riel del servicio suburbano que la unía con Comodoro. Este cambio se produjo la última etapa del ferrocarril que pasó a integrar el Ferrocarril Roca. En tanto, Kilómetro 31 no sería nombrado de nuevo y Escalante sería destino solo del viaje de larga distancia.

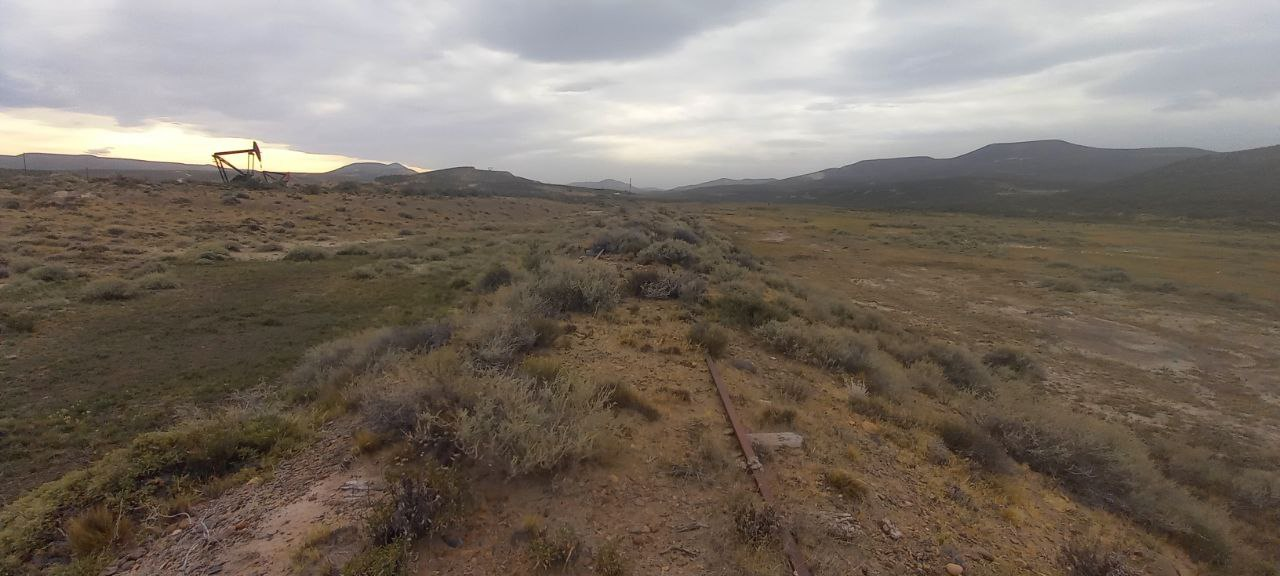
Aun existe rastros ferroviarios en la zona y explotación petrolera